# FINCA Afghanistan
FINCA Afghanistan és una organització sense ànim de lucre de microfinances i una filial de FINCA International. La seva seu es troba a Kabul, Afganistan. FINCA Afganistan va ser fundada l'1 d'agost de 2003 a través de subvencions i préstecs subministrats per diversos donants i organismes de finançament. Sa Majestat la Reina Rània de Jordània va anunciar el llançament del programa en 2002.